# Dennis Viollet
Dennis Sydney Viollet (n. 20 septembrie 1933 în Manchester – d. 6 martie 1999) a fost un fotbalist englez.

## Carieră
Viollet a semnat cu Manchester United pe 1 septembrie 1949. După ce a trecut prin toate grupele de vârstă a devenit profesionist în 1950. Primul lui meci la club a fost împotriva rivalilor de la Newcastle United, pe 11 aprilie 1953. Este considerat unul dintre cei mai subestimați atacanți din toate timpurile.
Viollet și Tommy Taylor au format cuplul de atac al lui Manchester United în perioada Busby Babes din anii '1950. A fost unul dintre supraviețuitorii Dezastrului aerian de la München. Viollet a contribuit la cele două campionate câștigate de United în 1956 și 1957. A marcat 178 de goluri pentru Manchester United, în 291 de partide. Avea o viteză deosebită, care combinată cu statura lui Taylor era letală. În urma accidentului aerian, Dennis Viollet și-a demonstrat valoarea marcând 32 de goluri în 36 de meciuri în 1960, record la clubul său. Pe durata acelui sezon, și în cel următor, și-a strâns cele două selecții la echipa națională a Angliei. Primul meci a fost o înfrângere în fața Ungariei, și al doilea o victorie cu Luxemburg, în care a marcat un gol.
În 1962, Matt Busby în mod surprinzător l-a vândut pe Viollet, pe atunci în vârstă de 28 de ani, la Stoke City pentru 22.000 de lire sterline. Echipa era atunci în reconstrucție sub conducerea lui Tony Waddington, și includea jucători experimentați precum Stanley Matthews și Jackie Mudie, dar și tinere talente precum John Ritchie sau Eric Skeels. Deși se presupunea că va juca pe postul de atacant la Stoke, majoritatea prezențelor sale în tricoul formației au fost din postura de mijlocaș. A câștigat liga a doua engleză cu Stoke în 1962-1963, și a terminat pe locul 2 în Cupa Ligii în 1964. În total la Stoke a apărut de 206+1 ori, marcând 66 de goluri, în numai 5 ani.
Fiica sa, Rachel Viollet, a fost cea mai bine clasată jucătoare britanică de tenis când a ajuns în turul doi la Wimbledon în 1996, și a pierdut în prima rundă în 2002. În timpul carierei a câștigat un titlu ITF la simplu și unul la dublu.
Rolul său din filmul BBC United, despre Accidentul aviatic de la München, a fost jucat de James David Julyan.